# Miroslav Šutej
Miroslav Šutej (Duga Resa, 29. travnja 1936. – Krapinske Toplice, 13. svibnja 2005.), bio je hrvatski slikar, grafičar i član HAZU-a. Kao dizajner oblikovao je hrvatski grb, veliki dio novčanica hrvatske kune, nekoliko sportskih dresova (za reprezentaciju i zagrebački Dinamo) i rane plakate HDZ-a. Njegov umjetnički rukopis bio je poseban i prepoznatljiv po umnažanju elemenata od rane optičke umjetnosti do zadnjih radova. 

## Životopis
Miroslav Šutej rođen je 29. travnja 1936. godine u Dugoj Resi gdje završava osnovnu školu, a u Zagrebu završava srednju školu i Akademiju likovnih umjetnosti, koju upisuje 1956. godine – odsjek slikarstva i grafike. Na Akademiji je bio dio prve generacije studenata grafike, a diplomirao je 1961. godine u klasi profesora Marijana Detonija. 
Još za vrijeme studija izlagao je prvi put na 1. bijenalu u Rijeci, a prvu samostalnu izložbu održao je 1962. godine u Galeriji Studentskog centra u Zagrebu, samo godinu dana nakon diplome. Na izložbi je uočeno koliko se njegov način rada razlikuje od tadašnje generacije koju su se više priklanjali EXAT-u 51. U razdoblju od 1961. do 1963. godine suradnik je majstorske radionice Krste Hegedušića, a 1963. sudjeluje na 3. bijenalu mladih u Parizu gdje osvaja Grand-prix (za slikarstvo). Ta mu nagrada omogućuje boravak u Parizu od 1964. do 1965. godine. Od 1978. do smrti 2005. godine predaje na Akademiji likovnih umjetnosti u Zagrebu. Bio je član HAZU-a. Bavio se scenografijom, likovnim projektiranjem interijera te grafičkim oblikovanjem (dizajnirao je hrvatski grb kao i hrvatske novčanice kune). 
Dizajnirao je i prvi dres hrvatske nogometne reprezentacije, jedan od najprepoznatljivijih hrvatskih brandova, prema kojemu su nastali sve ostale inačice dresa do danas, dizajnirao je i plakat za prvu povijesnu prijateljsku utakmicu hrvatske nogometne reprezentacije od uspostave neovisnosti protiv reprezentacije SAD-a.

## Počeci
Već u početku svoje karijere Miroslav Šutej iskače sa svojim radovima. U početku, bio je mladi umjetnik za kojeg se smatralo da će biti veliko ime na području umjetnosti njegove sredine. Za vrijeme studiranja uglavnom radi crteže kistom i akvarelom, a tek nešto kasnije i prve grafike. Koristi poznate prizore i motive koji, u kombinaciji sa subjektivnim sadržajima, dovode do neprepoznatljivosti prvotnog motiva. "Dvosmislenost, pa tako i duhovitost, postaju tako sastavnim dijelom Šutejevih radova."
Također, upotrebljava teme iz područja znanstvene fantastike; naslove izvlači iz priručnika fizike. Denegri navodi kako u Šutejevim radovima nema ničeg narativnog, nego do kraja vlada „ikoničnost“ i „organičnost“ njegovih tema. Specifično jest što Šutej posvećuje pozornost naoko nebitnim elementima crteža ili grafike koji nemaju nikakve funkcije, tako ostavljajući značajke svog grafičkog jezika. Takvi elementi udaljavaju pozornost od središnje teme, od figura koje razumijemo i tako narušava ravnotežu. Godine 1963. pojavljuje se i u Novim tendencijama. To mu omogućuje 1965. godine sudjelovanje na izložbi op-arta The Responsive Eye u Muzeju moderne umjetnosti u New Yorku gdje pokazuje najznačajnije djelo rane faze: Bombardiranje očnog živca (1963. godina) - prizor za kojeg je rečeno da je gotovo neizdrživ za oko.
Za Bombardiranje očnog živca postojalo je više verzija. Prva se sastojala od malih kvadrata, dijagonama podijeljenih na dva crna i dva bijela trokuta, dok druga verzija sadrži male krugove podijeljene s crnu i bijelu polovicu. Svi ti elementi različito postavljeni stvarali su efekt koji je doslovno bombardirao, uznemiravao očni živac. No, najupečatljivija verzija jest ona koja je sastavljena od plitkih trokuta koji stvaraju strukturu koja se doima tako jednostavno, a opet ima titrajući učinak optičke iluzije.
Optička umjetnost počela se razvijati 1960-ih godina, pri čemu su Šutejevi radovi donijeli svježinu i pokazali da njegovoj maštovitosti nema kraja. U radovima se Šutej uskoro počeo odmicati od stroge geometrizacije, a tada dolazi i do promjene u njegovom radu.

## 2D/3D
Šutej se u kratkom vremenu sve više počeo zanimati za deformacije u prostoru i zamišljene velike volumene koji kao da izviru ili rastu iz platna. Ove grafike izazivaju u promatraču dojam taktilnosti i vidljivo isticanje u odnosu na ravne plohe u okruženju.
Godine 1963. na Salonu 63. u Rijeci izložio je „Model frekvencije“ kojim pokazuje napuštanje klasične plohe i težnju za promjenom, želju za stvaranjem objekta. Stvara ciklus Relativnih količina (1964. – 1965. godine) i dolazi do razmatranja odnosa jedinice prema cjelini. U početku nije prisutan kolorit, te inzistira na strukturi građenjem kompozicija od malih jedinica različitih gustoća kojima stvara „treću dimneziju“. Vera Horvat - Pintarić predviđa put kojim će Šutej krenuti s velikim sfernim ispupčenjima. Uvodi se termin slike-objekti koje su poseban tip plastičkog organizma, slike. Upotrebljavaju se posebni termini poput shaped canvas, three-dimensional painting, među mlađim europskim umjetnicima peinture-objectiv (Otto Hahn) i pittura oggetuale (Dorfles) od kojih se Šutej razlikuje po tome što su njegove slike-objekti proizašle iz njegovih pretpostavki i ranijih grafika. Sve te crteže Šutej je stvarao tušem te mu je prijelaz na grafike predstavljao problem. Počeo je s tehnikom akvatinte i bakropisa s kojima se javio na svojoj prvoj izložbi u Zagrebu. U to vrijeme također se pojavljuje zagrebačka škola serigrafije koja počinje utjecati na Šuteja te i on sam 1964. godine počinje raditi svoje prve grafičke listove u serigrafiji: Određena količina i Određena gustoća.
Osnovni motiv radova je kvadrat podijeljen dijagonalama na dva bijela i dva crna trokuta koji mrežom prekrivaju cijeli list određenom gustoćom stvarajući sferne oblike kapi koji se doimaju kao da ulaze u naš prostor. Daljnji razvoj ideje logično je vodio bojama. Ostavši pri istoj tehnici kao i do tada (serigrafija), uspio je i dalje razrađivati jednostavne i precizne forme koje su graničile s taktilnošću, ali i izazivale dodatne optičke efekte upravo zbog igre boja. U upotrebi boja se ograničio na primarne te na crnu, a kombinirao ih je po načelu komplemetarnosti. Ovaj period koji je trajao 1965 – 69. prema nekima je najplodnije razdoblje Šutejeve karijere, a vodio je onome prema čemu je ostao zapamćen – mobilnom grafikama. Također, krajem šezdesetih godina izdaje i ciklus „Ultra AB “ koji dijagonalno podijeljenim kvadratima prikazuju kugle što ulaze u prostor plohe na kojoj su smještene. Kasnije, ponavlja ih u različito obojenim kombinacijama.
Kako se uvijek isticao od ostatka svoje generacije, krajem šezdesetih godina Šutej u radovima počinje koristiti pomične zglobove koji su omogućavali promjenu stanja djela. Time Šutej stječe svoju najveću prepoznatljivost. Tako Šutej 1969.godine u radove uvodi element pokreta i stvara mobilne serigrafije. Ovo je bio veliki korak jer je sada bila omogućena interakcija između promatrača i samog umjetničkog djela (promatrača i umjetnika). Promatrač je tako postao jednak umjetniku imajući mogućnost interveniranja u djelo i njegovog "dovršavanja" prema vlastitoj želji. „Šutej je njima skinuo umjetnika s božanskog pijedestala i uključio promatrača u igru koja djelo ostavlja vječno otvorenim.“
Iako je stavljen u ladicu s čistim optičarima poput Ivana Picelja i Jurja Dobrovića, Šutej se isticao ne držeći se pravila koje su oni nametnuli te izmičući strogim stilskim određenjima.
Inovativan i maštovit, kako bi se prilagodio projektantskim zakonima i kodeksima (poput onih u Novim tendencijama) on koketira spajanjem nezamislivih elemenata. Dok ostatak njegove generacije zasniva svoje radove na geometriji, Šutej to čini na temelju vizualne fantazije koju svodi na “metafiziku egzaktnog”.
Uvođenjem pomičnih zglobova oblici postaju transformabilni i na takav način svakim mijenjanjem, odnosno pomicanjem dijelova cjeline nastaje novo djelo. Ovime je Šutej uspio grafičke otiske pretvoriti u objekte. Također, gotovo je idealno ostvario ideju opere aperte Umberta Eca prema kojoj je glavni cilj takvog otvorenog djela taj da ga umjetnik nikada niti ne dovrši do kraja, već da njegov zadnji oblik ostavi na volji promatraču i njegovoj mašti.

## Izlazak u prostor
No, Šutej se ne zaustavlja na mobilnim grafikama. U svim njegovim dotadašnjim radovima osjećala se težnja da ono optičko pretvori u taktilno. Čak se i na običnim skicama ponekad služio reljefnim papirom kako bi istakao volume i zaobljenost. U kratkom periodu od dvije godine Šutej je stvorio čitav niz čistih, svijetlih i raznobojnih objekata. Oni su se najčešće sastojali od razvedenog (drvenog) kostura na čije bi se završetke stavljale male kuglice. Najčešće se radilo o jednobojnim dijelovima koji bi ponekad imali jednostavnu dekoraciju. Godina 1968. može se gledati kao vrhunac Šutejevog trodimenzionalnog stvaralačkog opusa. Te je godine sudjelovao na venecijanskom bijenalu u sklopu Jugoslavenskog paviljona, a njegovi su objekti pokazali njegovu veliku zaigranost i maštu. Da je toga bio svjestan dokazuje i naziv jednog od primjeraka “Homo ludens”.

## Povratak osnovama
Nakon stvaranja instalacija i skulptura, Šutej se vraća crtežu na zadanu temu. Najznačajniji ciklus ovog perioda grafička je mapa na temu antimode, a ističu se one i na temu oka pa i erotike koje su pune Šutejevih osobina, osobito vedrosti i duhovitosti koje ga prate kroz cijeli njegov opus. Krajem sedamdesetih godina, Šutej otkriva folklorne motive u pletivu i tkanju koje prenosi u crteže, a kasnije i na grafičke listove koji ritmiziranom mrežom podsjećaju na njegova ranija djela. On iz folk-motiva preuzima detalje koji imaju potencijala i proučava njihovu strukturu i upotrebljava ih u obliku papirnatih traka isprepletenih u mrežu.
Sredinom 1980-ih godina, stvara ciklus apstraktnih crteža i grafika “Slike s izložbe” čiji su temeljni elementi gusto poredane crte koje stvaraju dojam voluminoznosti i također, kao i u prijašnjim radovima, sadrže pomične članke.

## Noviji radovi
U novijim radovima, oko 1995. godine, udaljavajući se od svojih uobičajenih tema i osvrćući se na tadašnja događanja, koristi simbol Zida plača koji se nalazio u Zagrebu te pokušava pridati važnost svakoj pojedinoj cigli koja je predstavljala ime poginule/nestale osobe u ratu i dati im veći značaj nego što su imale u moru cigli. Svaku ciglu označava imenom i cvijetom te pokušava nekako naglasiti ljepotu i ublažiti bol.
2004. godine Šutej u potpunosti uspjeva osvojiti prostor i spaja sve što je do tada istraživao u svojim radovima. Jedan od njegovih upečatljivijih dosega u opusu upravo je izložba “Prekrivene oči” predstavljena u Umjetničkom Paviljonu u Zagrebu (23. prosinac 2004. – 6. veljače 2005.). Postavom izložbe vraća se svojim korijenima, crnoj i bijeloj boji, razrađuje optički efekt, ali i taktilnost - sada više ne prodire u prostor koliko ga osvaja. U prostor Paviljona postavlja bijele ljudske figure s crnim povezima preko očiju. Također, i pod Paviljona dijeli na parcele crnim i bijelim prugama, dok je centralna prostorija bila centar istih silnica. Te figure stajale su u prostoru u grupama, potpuno neindividualizirane i oslobođene osjećaja gravitacije. Prostor Pavljiona više nije bio samo prostor u kojem se izlažu nečiji radovi, već je postao dijelom samog koncepta.

## Nagrade i priznanja
- nagrada Galerije Forum za 2002.[8]

## Vanjske poveznice
- Miroslav Šutej
- MSU Zagreb, zbirka skulpture
- Katalog izložbe 34. Venecijanskog bijenala, 1968.[neaktivna poveznica]
- MSU Zagreb: Miroslav Šutej - retrospektiva